# Károly Kerényi
Károly (Carl, Karl) Kerényi, né le 19 janvier 1897  à Temesvár et mort le 14 avril 1973 à Kilchberg (enterré à Ascona), est un philologue et historien des religions hongrois d'expression allemande. Il est l'un des fondateurs de l'étude moderne de la mythologie grecque.

## Biographie
Károly Kerényi collabora avec le psychiatre suisse Carl Gustav Jung et avec l'anthropologue Paul Radin à l'écriture du livre Le Fripon divin traitant du mythe de l'enfant éternel.
Franc-maçon, il a été initié le 9 mai 1943 à Zurich dans la loge « Modestia cum Libertate », de la Grande loge suisse Alpina.

## Publications
- Dionysos und das Tragische in der Antigone, 1935
- Apollon, 1937
- Albae Vigiliae, revue paraissant à Leipzig et à Amsterdam, puis en 1940 à Zurich
- Einführung in das Wesen der Mythologie, 1941, édition définitive traduite en français : Introduction à l'essence de la mythologie, 1953
- La Mythologie des Grecs - Trad. de Henriette de Roguin - Ed. Payot 1952, 293 p.
- Die antike Religion, en français : La Religion antique, ses lignes fondamentales, traduction de Y. Le Lay, Genève, Librairie de l'Université, Georg & GIe, 1957, in-8°, 246 p. cart[3].
- Carl Gustav Jung, Paul Radin, Károly Kerényi, Le fripon divin, 1958
- Carl Gustav Jung, Karoly Kerenyi, La jeune fille divine, 1968
- Carl Gustav Jung , Kerényi Ch., L’essence de la mythologie. Petite bibliothèque Payot, Paris, 1980